# Rooftop Sessions
Rooftop Sessions — дебютный студийный альбом группы The Last Wish, выпущен на аудиокассете в 1993 году.

## Об альбоме
Rooftop Sessions был записан осенью 1993 года на Deep Dot Studios в Хьюстоне, штат Техас.
Песня «Mountain» — первая песня, написанная Джастином Фёрстенфелдом в возрасте 14 лет. Она периодически исполняется им во время сольных выступлений.

## Список композиций
| №   | Название         | Длительность |
| --- | ---------------- | ------------ |
| 1.  | «Never Dreams»   | 4:10         |
| 2.  | «Misti Blue»     | 4:12         |
| 3.  | «Circle of 11»   | 4:19         |
| 4.  | «One More Time»  | 4:27         |
| 5.  | «Soul Bruised»   | 4:53         |
| 6.  | «Don't Care»     | 4:50         |
| 7.  | «Mountain»       | 3:16         |
| 8.  | «Softly Kill Me» | 4:30         |
| 9.  | «Goodbye»        | 5:21         |
| 10. | «You»            | 5:23         |
| 11. | «Rooftops»       | 3:39         |